# Isador Coriat

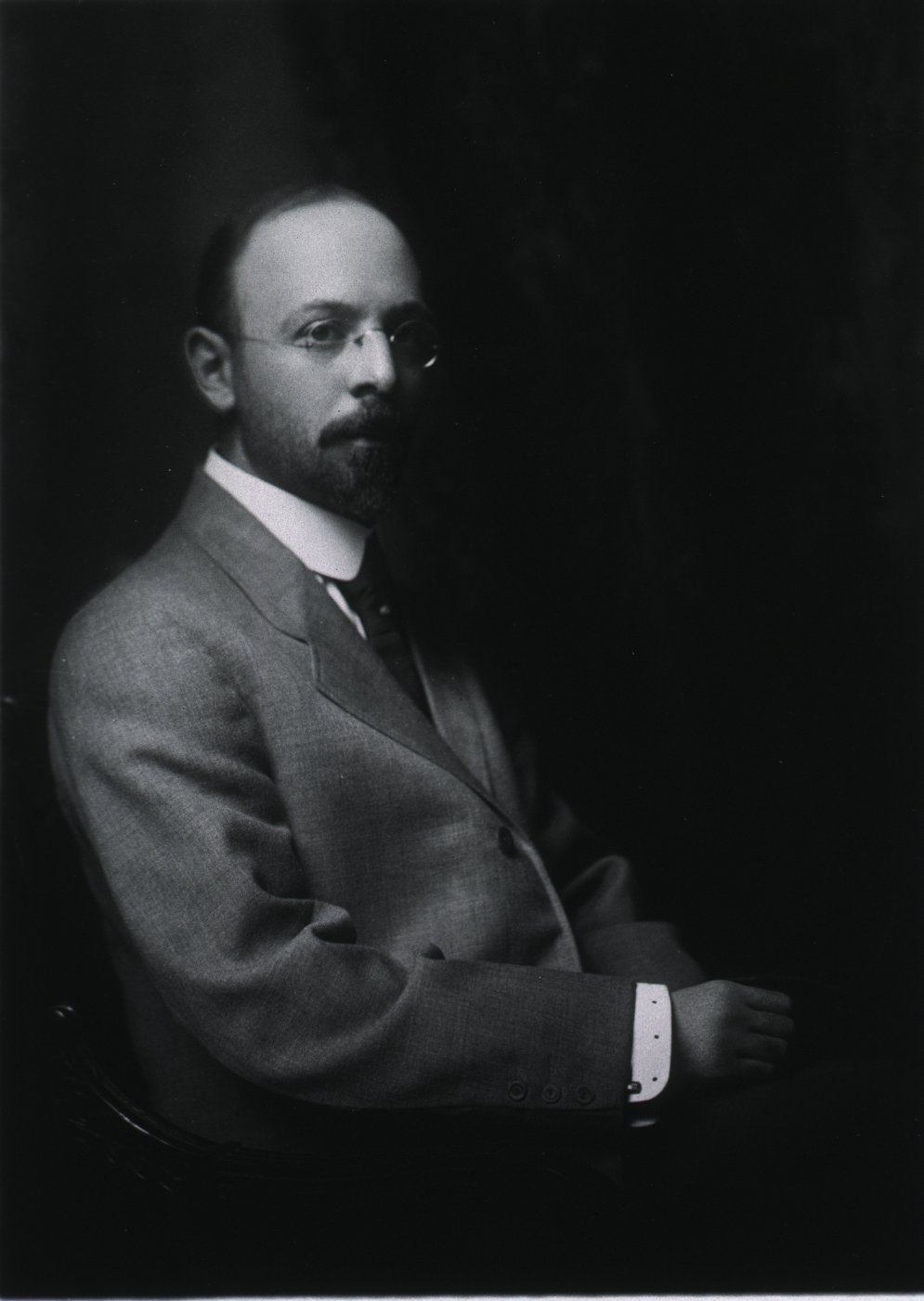
Isador H. Coriat

Isador Henry Coriat (Isadore Coriat, ur. 10 grudnia 1875 w Filadelfii, zm. 26 maja 1943 w Bostonie) – amerykański psychiatra, psychoanalityk i neurolog. Jeden z założycieli Boston Psychoanalytic Society. Autor wielu prac z dziedziny psychiatrii i neurologii, zwolennik i popularyzator psychoanalizy. Wprowadził do psychiatrii termin triskaidekafobii.

## Życiorys
Urodził się w 1875 w Filadelfii jako syn Harry’ego (Hyrama) Coriata i Clary z domu Einstein. Żydowska rodzina Coriatów pochodziła od strony ojca podobno z Hiszpanii; miał do niej należeć Thomas Coryat. Hyram Coriat emigrował z Maroka do Stanów Zjednoczonych w latach 60. XIX wieku. Rodzina od strony matki pochodziła z Niemiec. W 1879 rodzina przeniosła się do Bostonu, gdzie ojciec zrobił karierę od domokrążcy do producenta cygar. W obu tych miastach Coriatowie uczestniczyli w życiu tamtejszych wspólnot sefardyjskich.
Uczęszczał najpierw do szkoły publicznej w Bostonie, a potem studiował w Tufts Medical School. Była to jedna z niewielu szkół dopuszczających kandydatów bez świadectwa ukończenia college’u, co umożliwiało podjęcie studiów chętnym z biedniejszych rodzin. Szkołę ukończył w 1900. Następnie przez pięć lat praktykował w Worcester State Hospital w Worcester, Massachusetts, gdzie uczył się psychiatrii u Adolfa Meyera w latach 1900–1902. Potem odbył staż w Boston City Hospital, tam jego nauczycielem był Morton Prince. Od 1905 do 1919 pracował na oddziale neurologicznym tego szpitala. W 1909/1910 studiował w Harvard Graduate School of Arts and Sciences.
Odegrał istotną rolę w powstaniu pierwszego żydowskiego szpitala w Bostonie, Mont Sinai Hospital (gdzie praktykował do 1914), i założył jego klinikę neurologiczną. Był konsultantem w Beth Israel Hospital od 1916 do 1930 (1919–1928?) i w Chelsea Memorial Hospital. Uczył też neurologii w Tufts Medical School od 1914 do 1916.
Był jednym z założycieli Boston Psychoanalytic Society w 1916 roku, pierwszym sekretarzem, i przewodniczącym tej organizacji od 1930 do 1932. Członek Międzynarodowego Towarzystwa Psychoanalitycznego i wiceprzewodniczący w roku 1935/36. Należał także do American Jewish Historical Society, New England Society of Psychiatry, Massachusetts Medical Society, American Medical Association, American Medico-Psychological Association, Amerykańskiego Towarzystwa Psychologicznego, American Psychopathological Association (wiceprzewodniczący w 1931/32), Amerykańskiego Towarzystwa Psychoanalitycznego (dwukrotny przewodniczący: 1924/25 i 1936/37), Society for the Study of Internal Secretions, British Society for the Study of Inebriety. Ostracyzm środowiska lekarskiego dotykający wczesnych zwolenników psychoanalizy sprawił, że Coriat nie cieszył się członkostwem wielu innych, bardziej tradycyjnych towarzystw naukowych.
Był związany z organizacją B’nai B’rith.
Razem z wielebnym Elwoodem Worcesterem i dr Samuelem McCombem utworzył ruch duchowo-terapeutyczny, tzw. ruch Emmanuela (ang. Emmanuel movement of Boston). Z czasem ruch skoncentrował się na terapii alkoholizmu.
1 lutego 1904 roku ożenił się z Ettą Dann (zm. 1934), córką rabina. Nie mieli dzieci.
Zmarł 26 maja 1943 roku w Bostonie z powodu choroby niedokrwiennej serca. Wspomnienia o nim napisali Clarence P. Oberndorf, George Wilbur i Abraham Brill.
Spuścizna Coriata, manuskrypty nie opublikowanych prac i korespondencja znajdują się w archiwum Boston Psychoanalytic Society and Institute.

## Dorobek naukowy
Pierwsze prace Coriata dotyczyły neurologii; interesował się zwłaszcza zagadnieniami chemizmu tkanek nerwowych. Z czasem zwrócił się w stronę psychiatrii. W 1908 roku w rozdziale napisanym do książki „Religion and medicine” zwrócił uwagę na niemieckie wydanie „Psychopatologii życia codziennego”, na pięć lat przed ukazaniem się pierwszego tłumaczenia Freuda w Stanach. W 1915 roku wydał popularyzatorską pozycję „The meaning of dreams”, obszernie omówioną na łamach „New York Timesa”. Coriat jest często uważany, obok Abrahama Brilla, za jednego z pierwszych i najaktywniejszych popularyzatorów psychoanalizy w Stanach w latach międzywojennych. Po śmierci Jamesa Jacksona Putnama w 1918 roku, Coriat został czołowym orędownikiem psychoanalizy w Bostonie. Korespondował m.in. z Freudem, Jonesem, E. Pickworth Farrowem i Sándorem Ferenczim.
Napisał szereg wznawianych i cytowanych monografii poświęconych psychopatologii i psychoanalizie. Chętnie opisywał z punktu widzenia psychoanalizy postacie literackie: napisał studium postaci Lady Makbet („rozpoznając” u niej histerię) i Salome ze sztuki Oscara Wilde’a (pod kątem sadyzmu). Jego psychoanaliza Shylocka była pierwszą taką w piśmiennictwie; Coriat stwierdził, że Shylock ma cechy osobowości analnej (autorzy późniejszych prac skłaniali się raczej ku rozpoznaniu osobowości oralnej).
W 1910 roku w swojej pracy Abnormal Psychology wprowadził do psychiatrii termin triskaidekafobii (ang. triskaidekaphobia), oznaczający lęk przed liczbą 13. W 1928, przedstawił teorię wyjaśniającą jąkanie z punktu widzenia psychoanalizy – uważał, że wynika ono z nierozwiązanych potrzeb oralno-seksualnych (Otto Fenichel poszedł jeszcze dalej, upatrując przyczyny jąkania w fiksacji analno-sadystycznej).
Jako biegły sądowy zeznawał w 1911 roku w sprawie wielebnego Clarence’a Richesona, skazanego za morderstwo na śmierć przez sąd w Bostonie. Coriat stwierdził niepoczytalność oskarżonego.
Nie porzucił neurologii i także później w swojej karierze ogłosił kilka prac z tej dziedziny. Interesował się wtedy szczególnie chorobami częstymi w populacji Żydów aszkenazyjskich: chorobą Taya-Sachsa i dystonią Oppenheima.
Andrew R. Heinze w biograficznym szkicu zamieszczonym w książce Jews and the American Soul: Human Nature in the Twentieth Century napisał:

Sądząc po jednej z niewielu pozostałych fotografii Coriata, w świetle jego dokonań, był on człowiekiem o psotnej determinacji, znajdującej wyraz w skwapliwym narażaniu się na szyderstwa ze strony antyfreudowskich kolegów i w zapale do publikowania pierwszych w piśmiennictwie amerykańskim psychoanaliz wielkiej literatury [...]

Samuel W. Hamilton w artykule z 1945 roku pisał:

Dr Isador H. Coriat był rzetelnym badaczem i żarliwym orędownikiem [psychoanalizy]. Pragnąc zastosować swoją wiedzę chemiczną w psychiatrii, prowadził badania z dr. Meyerem w Worcester, by później włączyć się w ruch psychoanalizy i żywiołowo walczyć w jej starciach. Długo pozostawał takim samym ognistym, przekonującym mówcą, jakim był w 1911. Gdy napomknąłem że pewnie żałuje, że dawny konflikt wygasa, uśmiechnął się i powiedział, że nie myśli tak o tym [...]

## Lista prac
- The elimination of iodin and salol by the urine. Philadelphia, 1898
- The phenylhydrazin test for sugar in the urine. Boston Medical and Surgical Journal s. 518 (1899)
- The action of rennin upon milk-digestion. Phil. med. Journ 6, 81-86 (1900)
- Some Observations upon the Elimination of Indican, Acetone and Diacetic Acid in Various Psychoses. American Journal of Psychiatry 58, 635-677 (kwiecień 1902)
- A Contribution to the Chemistry of Nerve Degeneration in General Paralysis and other Mental Disorders. American Journal of Psychiatry 59, s. 393–416 (1903)
- The cerebro-spinal fluid in hydrocephalus. Am J Physiol 10, ss. 111–114 (1903)
- The Occurrence of the Bence-Jones Albumin in a Pleuritic Effusion. Am Jour Med 126, 4 (1903)
- Emulsion Albuminuria. Medical Record (14 listopada 1903)
- The Production of Cholin from Lecithin and Brain Tissue. Am J Physiol 12, 353–362 (1904)
- The Chemical Findings in the Cerebrospinal Fluid and Central Nervous System in Various Mental Diseases. Am J Insanity 60, 733-760 (kwiecień 1904)
- The Mental Disturbances of Alcoholic Neuritis. American Journal of Psychiatry 62, 571-613 (kwiecień 1906)
- The Cerebellar-Vestibular Syndrome. Am J Psychiatry 63, 319-330 (styczeń 1907)
- Nocturnal Paralysis. Boston Medical and Surgical Journal 157, s. 47 (1907)
- Elwood Worcester, Samual McComb, Isador H. Coriat. Religion and medicine; the moral control of nervous disorders. New York, Moffat, Yard & company, 1908
- Some Familiar Forms of Nervousness. New York: Moffat, Yard & Co. 1908.
- Abnormal psychology. New York, Moffat, Yard, 1910
  - London: Routledge & Kegan Paul, 1910 link
  - Abnormal psychology, Second Edition 1914
- The hysteria of Lady Macbeth. New York, Moffat, Yard and company, 1912
  - Die psychoanalyse der Lady Macbeth. Zentralblatt für Psychoanalyse und Psychotherapie 4, 7–8, ss. 384–400 (1914)
- Homosexuality. New York Medical Journal (22 marca 1913)
- Amaurotic Family Idiocy (1913)
- The Sadism in Oscar Wilde's „Salome”. Psychoanal Rev 1, 257–259 (1914)
- Recent Trends in the Psychopathology of Dementia praecox. American Journal of Insanity 70, 669–682 (1914)
- Some Hysterical Mechanisms in Children. Journal of Abnormal Psychology 5, s. 139–152 (1914) link
- Psychoneuroses among primitive tribes. The Journal of Abnormal Psychology (1915)
- The meaning of dreams. Boston, Little, Brown, and company, 1915
- Some New Symptoms in Amaurotic Family Idiocy. Boston Medical and Surgical Journal 1, s. 20–21 (1 lipca 1915)
- Dystonia musculorum deformans: Oppenheim's new disease of children and young adults. Boston Medical and Surgical Journal (14 września 1916)
- Selective sensory regeneration in an ulnar nerve lesion. Journal of the American Medical Association 66, s. 407–409 (5 stycznia 1916)
- What is psychoanalysis? New York : Moffat, Yard & Co., 1917
- The Sensory Evidence of Nerve Regeneration. Southern Medical Journal 10, 6, (1917)
- Some Statistical Results of the Psychoanalytic Treatment of the Psycho-Neuroses. Psychoanal Rev 4, 209–216 (1917)
- Some Familial and Hereditary Features of Amaurotic Idiocy. American Journal of Insanity 75: 121–131 (1918)
- Repressed emotions. New York, Brentano's 1920
- Sex and Hunger. Psychoanal Rev 8, 375–381 (1921)
- Anal-Erotic Character Traits in Shylock. Int J Psycho-Anal 2, 354–360 (1921)
- The character traits of urethral erotism (1924)
- A Dynamic Interpretation of Kretschmer's Character Types. Am J Psychiatry 83, 259-266 (październik 1926)
- Stammering, a psychoanalytic interpretation. N.Y. 1928
  - Ayer Publishing, 1970 ISBN 0-8434-0080-3 68 ss.
- The Oral Libido in Language Formation Among Primitive Tribes. Int J Psycho-Anal 10, 95–97 (1929)
- Humor and hypomania[35]. (1939)
- The Unconscious Motives of Interest in Chess. Psychoanalytic Review 28, 30–36 (1941)
- A Note on the Medusa Symbolism. American Imago 2, 281–285 (1941)
- Some Aspects of a Psychoanalytic Interpretation of Music. Psychoanalytic Review 32, 408–418 (1945)
- Some Personal Reminiscences of Psychoanalysis in Boston: An Autobiographical Note. Psychoanalytic Review 32, 1–8 (1945)